# Wulf (myntmästare)
Wulf var en myntgravör och guldsmed, verksam i slutet av 1500-talet och början av 1600-talet.
Wulf nämns första gången 1592 som isersnidare vid Kungliga Myntverket. Han ansökte 1596 om medlemskap i Stockholms guldsmedsskrå men hans ansökan avslogs med motiveringen att Wulf under fem års tid inte kunnat utföra sitt mästarstycke och att han under många år idkat bönhaseri mot guldsmedsämbetet. Vid en förhandling vid rådhus rätten 1601 omnämns att han haft ämbetsrättigheter som guldsmed men försmått denna. Under hela den verksamhetstid Wulf var isersnidare fanns även isersnidaren Henrik vid myntverket och det är ej möjligt att uppdela myntserien från denna tid mellan de två mästarna.